# Schloss Labbeville

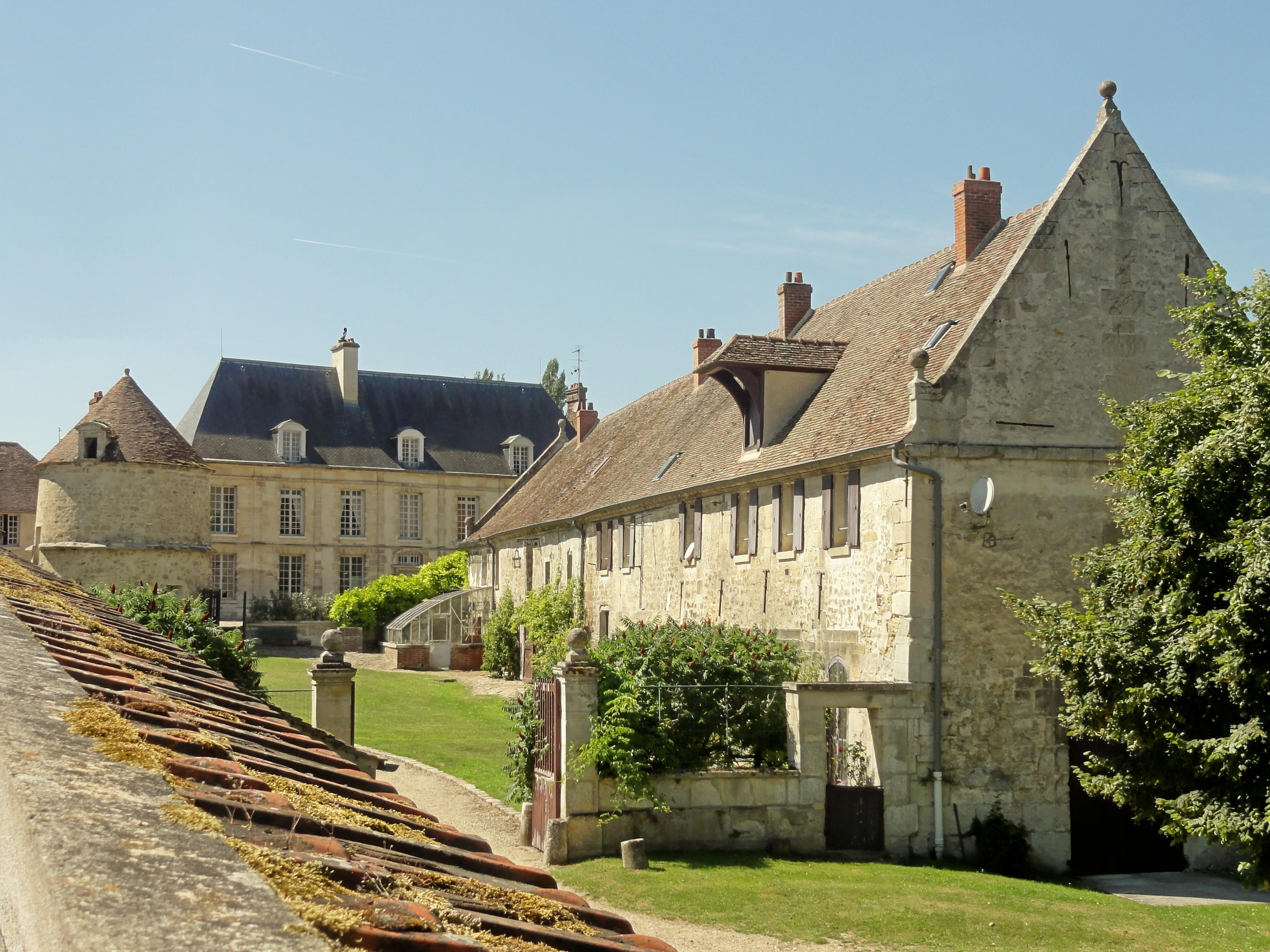
Schloss und Nebengebäude in Labbeville

Das Schloss Labbeville (französisch Château Labbeville) steht in Labbeville, einer französischen Gemeinde im Département Val-d’Oise in der Region Île-de-France. Das Bauwerk wurde Anfang des 17. Jahrhunderts errichtet und ist seit 1981 als Monument historique auf der Liste der Baudenkmäler in Frankreich.
Das zweigeschossige Bauwerk im Stil von Jules Hardouin-Mansart wurde für Geoffroy Lhuillier erbaut. Die Hauptfassade mit acht Fensterachsen ist symmetrisch gegliedert.